# Macario II di Alessandria
Papa Macario II (in arabo egiziano مكاريوس التانى; Egitto, ... – Egitto, 14 settembre 1128), è stato il 69º papa della Chiesa ortodossa copta. È commemorato nel Calendario dei santi della Chiesa ortodossa copta il 4 thout.

## Monacato e presbiterato
Macario fu pio e ascetico sin da tenera età e desiderò ardentemente la vita monastica. Andò nel deserto di Scetes e divenne monaco nel monastero di San Macario il Grande. Si istruì leggendo le Sacre Scritture, la loro interpretazione e meditando sul loro significato. Crebbe in virtù e fu ordinato sacerdote.

## Patriarcato

### Elezione
Nel 1102, quando papa Michele IV, il sessantottesimo papa, morì e il trono pontificio divenne vacante, un gruppo di vescovi e sacerdoti andò nel deserto di Scetes. Si radunarono in chiesa con gli anziani di Scetes, e rimasero lì per molti giorni, alla ricerca del candidato migliore per quella posizione. Alla fine concordarono all'unanimità di scegliere questo padre, noto per il suo buon carattere e i suoi eccellenti attributi. Lo presero e lo legarono contro la sua volontà, e lui gridò e li supplicò con delle scuse per rilasciarlo dicendo: "Non sono adatto per essere elevato alla dignità del Papato". Lo portarono legato alla città di Alessandria e lo ordinarono Patriarca. L'atto della sua nomina fu letto nella Chiesa della Santa Vergine in greco, copto e arabo.

### Papato
Durante il suo papato, insegnava e predicava tra la gente ogni giorno. Dava elemosine e compiva opere di misericordia per i poveri e i bisognosi. Durante il suo papato non chiese mai soldi della Chiesa, ma piuttosto, era solito dare una grande parte dei contributi che riceveva da spendere in diverse azioni giuste. Trascorse 27 anni sul trono patriarcale prima di morire nel 1128.